# Tiger Rag
A Tiger Rag (1917) című dal minden idők egyik legtöbbször előadott dzsesszfelvétele. Az Original Dixieland Jass Band 1917-ben adta ki a Tiger Rag lemezt, bár New Orleansban évek óta keringtek már verziók. A felvétel országos szenzációnak számított, és hamarosan több száz másik lemez is követte, amelyek segítettek inspirálni amerikai az dzsessz meggyökerezését.
A lemez 1918-as RCA Victor felvételéle az Egyesült Államok Kongresszusi Könyvtárának National Recording Registry-jén keresztül érhető el. A Kongresszusi Könyvtár szerint „az Original Dixieland Jazz Band első felvételei őrületet indítottak el az új művészeti forma, a jazz iránt.”

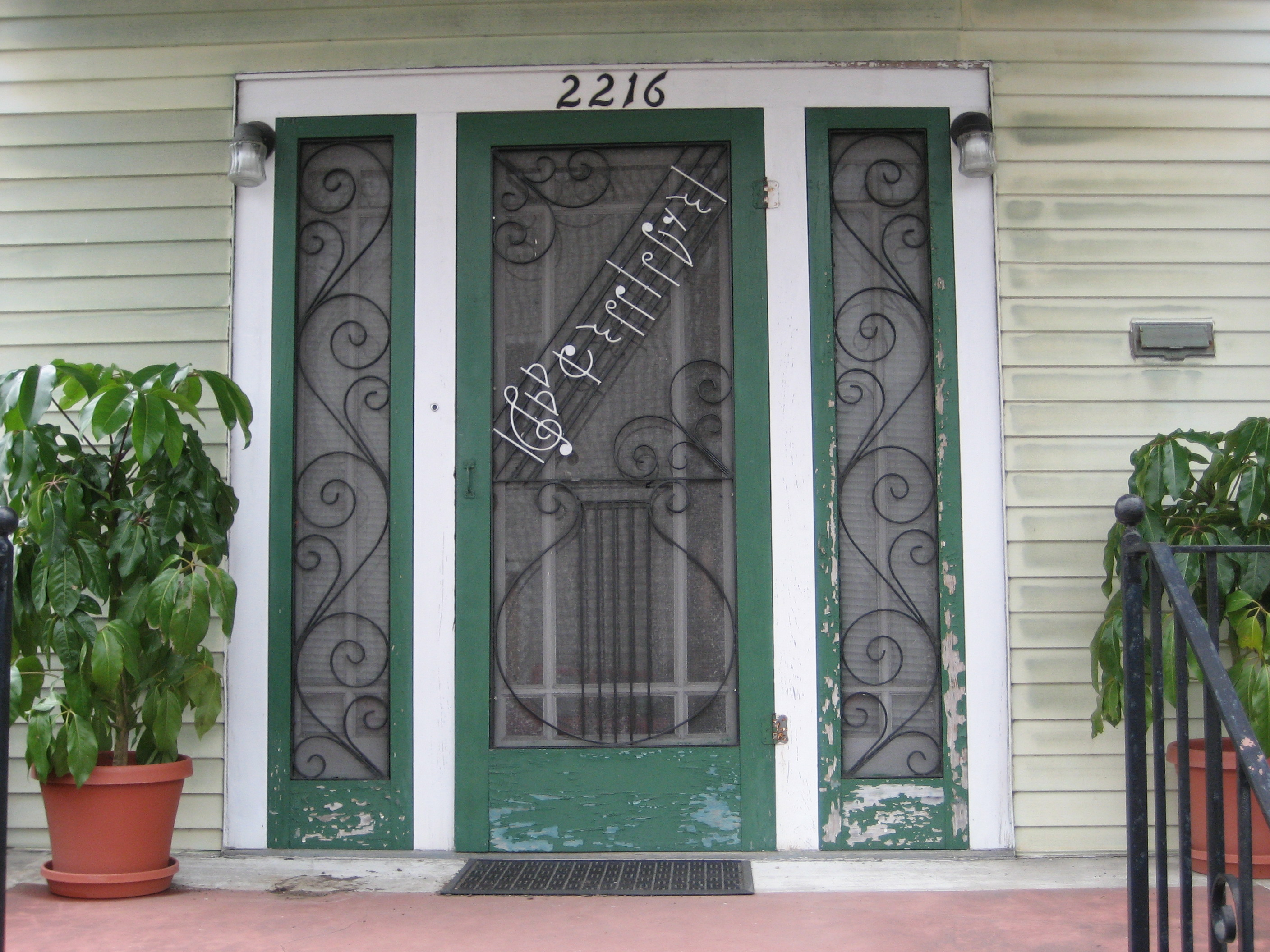
Nick LaRocca New Orleans-i háza a „Tiger Rag” kezdő hangjegyeivel

## Híres felvételek
| The Original Dixieland Jazz Band: „Tiger Rag” |
|                                               |

- Louis Armstrong
- The Beatles
- Bix Beiderbecke
- Duke Ellington
- André Kostelanetz(wd) zenekara
- Liberace
- Glenn Miller
- The Mills Brothers
- Mark O'Connor with Wynton Marsalis
- Charlie Parker
- Dizzy Gillespie
- Lennie Tristano
- Les Paul and Mary Ford
- Nicholas Payton
- Raymond Scott
- Art Tatum
- Paul Whiteman Orchestra
- Jelly Roll Morton
- Asleep at the Wheel
- Pasadena Roof Orchestra
- Swiss Dixie Jazzer
- Budapest Szájharmonika Trió
- Benkó Dixieland Band
- Molnár Dixieland Band
- Debrecen Dixieland Jazz Band
- Illényi Katica